# Ringtown
Ringtown és una població dels Estats Units a l'estat de Pennsilvània. Segons el cens del 2000 tenia 826 habitants.

## Demografia
Segons el cens del 2000, Ringtown tenia 826 habitants, 319 habitatges, i 231 famílies. La densitat de població era de 724,8 habitants per quilòmetre quadrat.
Dels 319 habitatges en un 30,4% hi vivien nens de menys de 18 anys, en un 59,2% hi vivien parelles casades, en un 8,8% dones solteres, i en un 27,3% no eren unitats familiars. En el 23,2% dels habitatges hi vivien persones soles el 12,9% de les quals corresponia a persones de 65 anys o més que vivien soles. El nombre mitjà de persones vivint en cada habitatge era de 2,59 i el nombre mitjà de persones que vivien en cada família era de 3,09.
Per edats la població es repartia de la següent manera: un 24,7% tenia menys de 18 anys, un 6,4% entre 18 i 24, un 25,7% entre 25 i 44, un 22,5% de 45 a 60 i un 20,7% 65 anys o més.
L'edat mediana era de 39 anys. Per cada 100 dones de 18 o més anys hi havia 92,6 homes.
La renda mediana per habitatge era de 36.563 $ i la renda mediana per família de 43.125 $. Els homes tenien una renda mediana de 32.685 $ mentre que les dones 22.000 $. La renda per capita de la població era de 20.345 $. Entorn del 2,6% de les famílies i el 4,6% de la població estaven per davall del llindar de pobresa.

## Poblacions més properes
El següent diagrama mostra les poblacions més properes.